# Funkcionalne zahteve za bibliografske zapise
Funkcionalne zahteve za bibliografske zapise (FZBZ) oziroma po angleško Functional Requirements for Bibliographic Records (FRBR) je konceptualni enitetno-relacijski model bibliografskega univerzuma. Model je razvilo mednarodno bibliotekarsko združenje (Federation of Library Associations and Institutions IFLA) z namenom učinkovitejšega zadovoljevanja potreb uporabnikov za različne vrste gradiva in različno uporabo bibliografskih zapisov.
Opravila oz. postopki uporabnika, ki služijo kot osnova za model, so: najdenje entitet, indentifikacija entitete (potrditev, da je entiteta ustrezna iskani oz. primerjava dveh ali več entitet s podobnimi značilnostmi), izbira entitete (ki ustreza uporabnikovim zahtevam glede na vsebino, fizično obliko itd.) in pridobitev opisane entitete oz. dostop do nje (npr. online, izposoja itd.)

## Entitete FZBZ
Entitite predstavljajo ključne interese uporabnikov bibliografskih zapisov in so razdeljene v tri skupine:  
Entitete prve skupine predstavljajo različne vidike uporabnikovih interesov za proizvode intelektualnega ali umetniškega truda: 
- delo
- izrazna oblika
- pojavna oblika
- enota

Entiteti druge skupine predstavljata nosilce odgovornosti za intelektualno in umetniško vsebino,fizično izdelavo in distribucijo ali skrbništvo za entitete iz prve skupine:
- oseba
- korporacija

Entitete tretje skupine predstavljajo dodaten zbir entitet ki so lahko teme del:
- pojem
- predmet
- dogodek
- kraj

## Razlaga entitet

### Entitete prve skupine
DELO:
je določena intelektualna ali umetniška stvaritev, je abstraktna entiteta, ki ne obstaja v materialni obliki. Ko govorimo o Homerjevi Iliadi kot o delu, ne mislimo na določeno recitacijo ali besedilo dela, ampak na intelektualno stvaritev, ki leži z vsemi različnimi izraznimi oblikami dela.(delo: Hlapec Jernej in njegova pravica)
IZRAZNA OBLIKA:
je intelektualna ali umetniška izvedba dela v različnih zapisih (zvočni, koreografski, alfanumerični,slikovni prikaz...) Vsaka sprememba v izvedbi (npr. iz alfanumeričnega zapisa v govorjeno besedo, prevod iz enega jezika v drugega) ali spremembi intelektualne ali umetniške vsebine, pomeni novo izrazno obliko. (izrazna oblika 1: izvirno slovensko besedilo, izrazna oblika 2: angleški prevod z naslovom The bailiff Yerney and his rights, izrazna oblika 3: ruski prevod z naslovom Batrak Ernej i ego pravo ...)
POJAVNA OBLIKA:
je fizična izvedba izrazne oblike dela, ki je fizično utelešena na ali v mediju kot je papir, avdio ali video trak itd. Ta entiteta obsega širok razpon gradiva in vključuje knjige, rokopise, zemljevide, serijske publikacije, filme, CD-ROM-e, zvočne posnetke itd. Sama pojavna oblika lahko obsega samo en primerek (izvirna umetniška slika, rokopis itd.) ali večje število enakih primerkov oz. izvodov.
ENOTA:
je posamezni primerek pojavne oblike in je konkretna entiteta. Lahko obsega en sam predmet oz. kos (izvod knjige) ali več ( zvočni posnetek na treh CD-jih.  
Po vsebini in fizični oblike se enota ne razlikuje od pojavne oblike. Med enotami iste pojavne oblike, se pa lahko pojavijo razlike, za katere ni odgovoren izdelovalec pojavne oblike. (poškodba, avtorjev podpis, posvetilo, ...)

### Entitete druge skupine
OSEBA:
Oseba kot entiteta označuje živega ali umrlega posameznika France Prešern. Entiteta osebe je povezana z ustvarjanjem ali izvedbo dela (avtorji, skladatelji, umetniki, uredniki, prevajalci, itd.)
KORPORACIJA:
Koroporacija kot entiteta obsega delujoče organizacije (in tudi tiste, ki so že prenehale z delovanjem), skupine posameznikov in/ali organizacije, ki imajo določeno ime in organizacije, ki delujejo kot političnoteritorialne enote. Ta entiteta vključuje tudi srečanja, kongrese, razstave, konference, razstave, sejme, festivale itd. 

### Entitete tretje skupine
POJEM:
Obsega abstraktne predstave in ideje, ki so tema dela: znanstvena področja, stroka, teorije, postopki, itd., na primer ekonomija. Pojem obravnavamo kot identiteto samo, če določen pojem predstavlja temo dela, na primer tema filozofske raziskave.
PREDMET:
Obsega različne materialne stvari, ki predstavljajo temo dela: predmeti v naravi, predmeti, ki jih je izdelal človek, predmeti, ki jih ni več. Pojem obravnavamo kot identiteto samo, če določen pojem predstavlja temo dela, na primer tema znanstvene raziskave.
DOGODEK:
Obsega različne dogodke: zgodovinske dogodke, časovna obdobja itd., ki predstavljajo temo dela. Dogodek obravnavamo kot entiteto samo, če predstavlja temo dela, npr., tema znanstvene razprave, slike, itd.
KRAJ:
Obsega različne kraje na Zemlji ali v vesolju, geografske značilnosti, političnoterotorialne enote itd. Pojem obravnavamo kot identiteto samo, če določen pojem predstavlja temo dela, na primer temo zemljevida, atlasa, turističnega vodnika, itd.